# Scottish Fold
Scottish Fold é uma raça de gato doméstico originária da Escócia. Os gatos desta raça possuem naturalmente um gene dominante mutante, que afeta as cartilagens do corpo, e produz exemplares de orelhas dobradas ("fold" em inglês). Originalmente chamado de lops-eared ("orelhas-curtas") a raça recebeu o nome atual em 1966, quando foi registrada pela GCCF(Governing Council of the Cat Fancy) por William Ross.

## Origem
O gato da raça Scottish Fold é uma raça que sofreu grandes mutações genéticas naturais, que fizeram com que a sua cartilagem das suas orelhas dobrassem em direção aos seus olhos. Alguns até mesmo o chamam carinhosamente de raça dos Gatos Coruja, por terem olhos grandes e expressivos, além de contar com orelhas dobradas para frente lembrando muito uma coruja e mochos.
A sua origem aconteceu na Escócia no ano de 1961. Isto em uma fazenda perto da cidade de Coupar Angus, região onde havia uma única gata com orelhas dobradas. Esta gata então passou a ter filhotes e dois destes filhotes tinham as orelhas dobradas como as da mãe. O fazendeiro William Ross, que era um grande apaixonado por gatos, pode adquirir os dois gatinhos, e com a ajuda do geneticista Pat Turner pode produzir 76 filhotes nos três primeiros anos. Os nascimentos aconteceram da seguinte forma, houve 42 gatos com orelhas dobradas e 34 gatos com as orelhas retas. A conclusão que se teria é que a mutação das orelhas teria acontecido devido a um gene dominante que lhe dá a característica das orelhas dobradas.
E desde então o Scottish Fold vem se tornando cada vez mais popular principalmente nos países do norte como os Estados Unidos e também o Canadá.

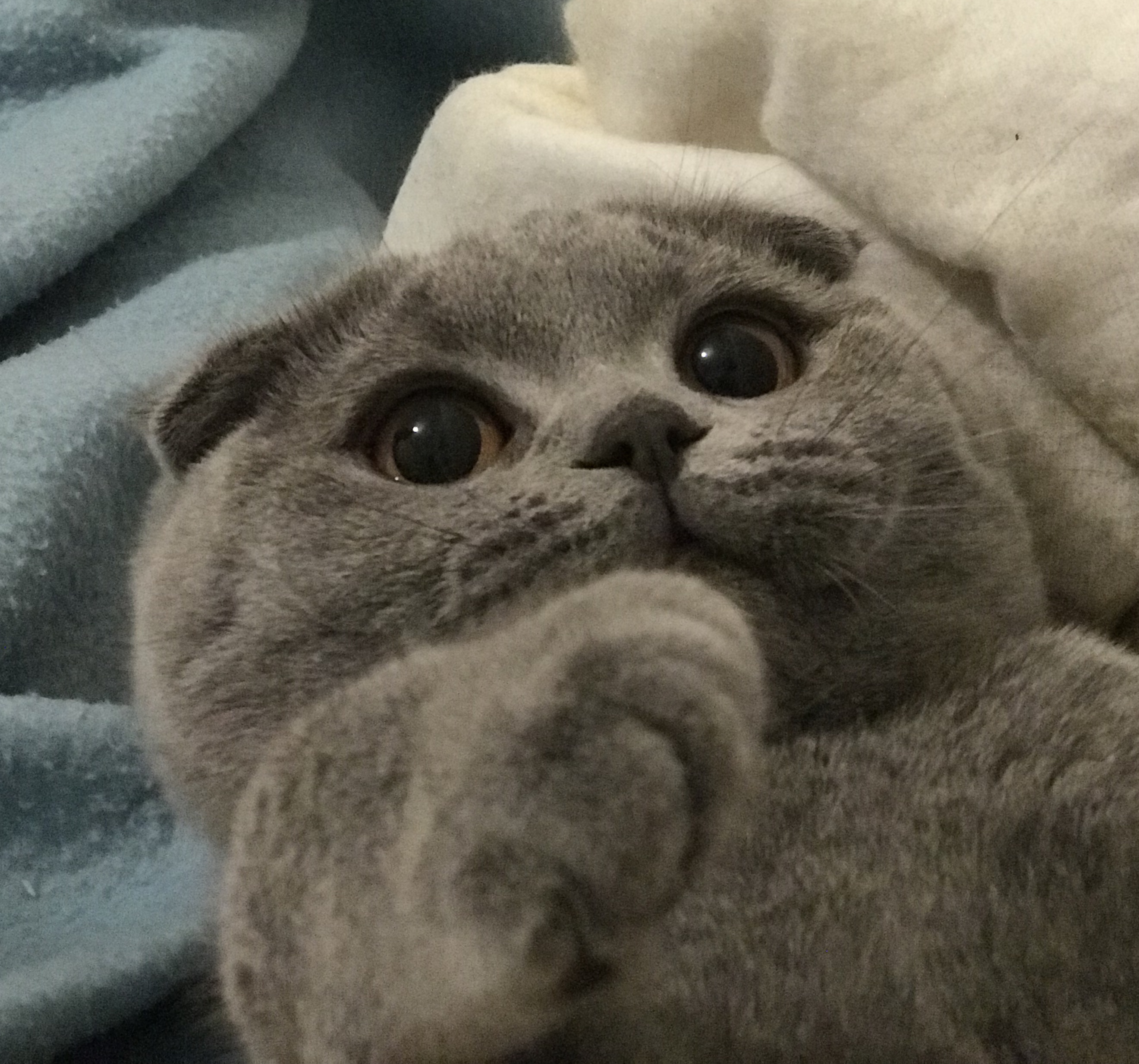

## Características
É um gato robusto, de porte médio, com variantes de pêlo curto ou comprido. Possui orelhas pequenas e dobradas para frente. É a única raça de gatos domésticos com a característica da orelha dobrada para frente, e que surgiu de uma mutação genética espontânea.
Todos os gatos da raça Scottish Fold nascem com a orelha reta e aos poucos vai se dobrando geralmente quando eles possuem 21 dias de idade. Os gatinhos que não desenvolvem as orelhas dobradas são conhecidos como Straight. Os gatos originais da raça tinham apenas uma dobra em seus ouvidos, apesar disto devido a sua reprodução seletiva os criadores vêm aumentando a dobra para um vinco duplo ou mesmo triplo que faz com que o ouvido possa ser quase que totalmente plano com relação a sua cabeça.
As orelhas dobradas são um gene dominante incompleto que afeta a cartilagem das orelhas e faz com que elas dobrem para frente e para baixo dando uma semelhança de tampa para a cabeça. A dobra é firme e os gatos preferidos são os que possuem uma dobra solta e uma orelha um pouco maior.
Além de suas orelhas bastante peculiares, o Schottish Fold é um gato que possui um porte médio, conta com peso de 3 a 4 kg para fêmeas e entre 4 a 5 kg para gatos machos, com a cabeça e o corpo bem arredondados. Este gato também possui pernas que são mais curtas do que o normal, aparentando inclusive serem baixinhos. Seus olhos são bastante particulares, grandes e expressivos além de amplamente espaçados que poderão dar uma expressão doce para este felino. A cor dos olhos do Scottish Fold varia de acordo com o manto de sua pelagem, que poderá variar do mel, dourado, castanho ao verde, dando uma expressão extremamente doce ao felino.
Seu nariz possui um aspecto curto, contando com uma curva suave e corpo de gato bem arredondado com uma aparência que seja acolchoada de tamanho médio e redondo. Suas pernas são curtas, porém fortes. Sua cabeça é abaulada na parte superior e o seu pescoço costuma ser muito curto.

## Pelagem
O gato da raça Scottish Fold pode contar com um pelo longo ou curto. Todos os exemplares e combinações de cores são aceitos com exceção dos gatos registrados na CFA que não aceita as cores chocolate, lilás e ponteados.

## Temperamento
O Scottish Fold é meigo e brincalhão. São ótimos companheiros, toleram outros animais e também são agradáveis ao extremo. Não são muito pacatos, mas também não são muito agitados, por isso possuem uma agenda em média.
Os felinos desta raça sejam eles os exemplares com orelhas dobradas ou mesmo com orelhas normais são normalmente bem-humorados e tranquilos, que podem tranquilamente se adaptar a outros animais diferentes como cães e gatos de outras raças se adaptando a qualquer ambiente, até mesmo ambientes que podem ser considerados como muito pequenos para ele.
Eles tendem se tornar animais de estimação muito ligados aos seus donos e por natureza são muito afetuosos e retribuem todo o carinho que recebem deles. Gostam muito de realizar brincadeiras, são muito inteligentes, leais, e principalmente adaptáveis a qualquer pessoa que estiver em seu lar.
Costumam dormir de costas e normalmente oferecem uma sonoridade em sua voz bastante suave, exibindo um complexo repertório de miados além de ronronar frequentemente, possui sons bastante diferenciados o que é uma característica encontrada em poucas raças. Também são conhecidos por sentarem com as pernas esticadas e as patas em sua barriga, na chamada posição de Buda.

## Saúde
Como cuidado primordial para a saúde do seu gato Scottish Fold ou também de outras raças é sempre interessante manter o seu comedouro e bebedouros limpos e também abastecidos, é importante que eles tenham sempre comida nas horas certas e água sempre fresca e à vontade. Sua ração também deverá ser sempre de boa qualidade e balanceada de acordo com as necessidades de crescimento do animal.
Como já citado anteriormente o gato Scottish tem suas orelhas bastante sensíveis, e possui um acúmulo maior de cera do que em outras raças de gatos. A limpeza com um lenço umedecido ou mesmo embebido em uma solução específica para limpezas de orelhas do seu gatinho. No banho que poderá ser dado mensalmente ou mesmo quinzenalmente, procure não molhar o rosto e a orelha do seu Scottish Fold. Procure limpar estas áreas com um pano úmido para evitar que entre água em seu nariz, olhos e ouvidos também.
A sua pelagem exige uma escovação semanal, ou se ele estiver em época de perda de pelo, procure realizar escovações duas vezes por semana, com uma escova especial que pode ser encontrada em qualquer clínica veterinária ou mesmo pet shop.
Uma observação muito importante é que não se deve cruzar um gato da raça Scottish Fold com outro gato da mesma raça. A mutação genética nas orelhas neste tipo de cruzamento poderá ser letal ou mesmo causar a chamada doença de osteocondrodisplasia, esta condição nada mais é do que um problema genético que acontece tanto nos ossos como nas cartilagens dos animais gerando problemas graves de crescimento e desenvolvimento saudável da raça. Por esse motivo usa-se cruzar gatos da raça Scottish Fold com gatos da raça British shorthair(Gato de pêlo curto inglês) ou American shorthair(Gato de pêlo curto americano). Animais provenientes de tais cruzamentos têm direito ao certificado de pedigree
Esta anomalia genética precisa de um diagnóstico preciso já que cada tipo de osteocondrodisplasia é causado por uma anomalia genética diferenciada, evoluindo de formas diferentes e contam com um prognóstico também diferenciado. É possível se estabelecer antes do nascimento este tipo de problema. Quando estes problemas articulares afetam gravemente a função, a articulação algumas vezes pode ser substituída em casos raros por próteses. Ou ainda em alguns casos uma segunda vértebra deverá ser estabilizada cirurgicamente para impedir esta lesão.
Outra doença que costuma ser relatada é a doença do rim policístico, onde crescem pólipos nos rins do felino, causando fadiga, emagrecimento rápido, problemas de hidratação no corpo do felino e ainda sede intensa. Quando a doença atinge um estado avançada o felino certamente irá falecer devido ao problema. Para que se possa realizar um diagnóstico preciso desta condição é importante que os animais desta raça sejam avaliados previamente em seus progenitores para que seus filhotes não tenham o gene retransmitido aos descendentes.